# یادگیری پدیده‌محور
یادگیری پدیده محور (PhBl یا PhenoBL) یک شیوهٔ یادگیری یا آموزشگری ساخت‌گرا و چندرشته‌ای است که در آن، دانش آموز، موضوع یا مفهومی را با رویکردی جامع به جای رویکرد مبتنی بر مبحث می‌آموزد. این نوع آموزش شامل یادگیری موضوعی (یادگیری مبتنی بر موضوع) است که در آن پدیدهٔ آموزشی، یک موضوع یا نکتهٔ مشخص است و یادگیری زمینه‌ای (یادگیری مبتنی بر زمینه) نوعی از یادگیری پدیده محور است که در آن پدیدهٔ آموزشی، یک مفهوم یا ایده است. یادگیری پدیده محور، از ایدهٔ منسوخ شدن یادگیری سنتی مبتنی بر مبحث، حذف شدن آن از دنیای واقعی و نداشتن رویکرد بهینه برای پیشرفت توانمندی‌های قرن ۲۱ بیرون آمده‌است. این شیوه در طیف گسترده‌ای از موسسات آموزش عالی و اخیراً در مدارس ابتدایی اجرا شده‌است.